# Vadrepce
A vadrepce (Sinapis arvensis) a keresztesvirágúak rendjébe tartozó, Európában és Észak-Amerikában általánosan elterjedt, gyakori gyomnövény. 
Egyéb elnevezései: erdei mustár, mezei mustár, mustárrepcsén, repce, repcsén, repcsény, repcsin, rice.

## Megjelenése
A vadrepce 30–100 cm magas lágyszárú, egyéves növény. A magányosan álló növény szára dúsan elágazik, zárt állományban egyenes, nem elágazó vagy csak néhány oldalága lehet. A szár sörtés, érdes, lilás árnyalatú is lehet. Gyökere orsógyökér, sok oldalgyökérrel.
Levelei élénkzöldek, váltakozó állásúak, az alsók hosszúkásan tojásdadok, nyéllel kapcsolódnak a szárhoz, karéjos szélűek, kissé szeldeltek. A felső levelek ülnek a száron, szélük fogazott. A levelek felső felszíne a szárhoz hasonlóan sörtés, a levél fonákán csak az erek szőrösek.
Májustól augusztusig virágzik. Élénksárga, négyszirmú, 15 mm átmérőjű, 9–13 mm hosszú virágai ernyőszerű fürtökbe csoportosulnak a szárvégeken. Négy széttáruló, könnyen lehulló csészelevele van. A virágok kétneműek, hat porzójából négy hosszú, kettő rövid. Méhek és egyéb rovarok porozzák be.
Termése hengeres becőtermés, hossza 2–5 cm, vastagsága 2–3 mm. A száron felfelé áll, végén kihegyesedő csőr található, amely a termés harmadát-negyedét teszi ki. A benne levő magvak kidomborodnak és kívülről is jól kivehetők. A magok pirosak vagy sötétbarnák, apró pöttyök lehetnek rajtuk. Egy növény akár 20 ezer magot is teremhet. A magok alkaloidokat tartalmaznak, melyek nagy mennyiségben fogyasztva az állatokra toxikusak lehetnek.

## Elterjedése és termőhelye
Európai eredetű, de gyomnövényként Észak-Amerikába is behurcolták. Norvégiától Észak-Afrikáig, Szibériától Délnyugat-Ázsiáig mindenütt elterjedt. Magyarországon az egyik leggyakoribb gyomnövény. A talajt illetően igénytelen, tömegesen főleg meszes lösztalajokon, üde vályogtalajokon található. Fényigényes, teljes árnyékolásban nem nő. Szántóföldek, kertek, útszélek, parlagföldek gyomállományaiban találkozhatunk vele. A tavaszi vetéssel együtt kel ki és gyorsabban növekszik nála, tömegesen nőve teljesen kiszoríthatja a vetett növényt. Magjaiból egész évben csírázik. A magok természetes körülmények között akár 11 évig is csíraképesek.
A Vadrepce egy sereg gombabetegség és állati kártevő terjesztője. Mérgező is. Igen nagy ellensége az évelő pillangósok zsenge vetéseinek. A kalászosokban főleg vegyszeres permetezéssel védekezünk ellene.

## Jelentősége
Bár rendszeresen irtott gyomnövény, ennek ellenére több része ehető. Fiatal levelei pikáns ízesítésként salátákba keverve nyersen, míg az idősebb levelek főzve fogyaszthatóak, bár ezek keserűek lehetnek. Kellemes, retekszerű íze van, a még nem virágzó hajtásai brokkoli helyett használhatóak. Szárait rövid ideig – 5 percnél nem tovább – kell párolni. Csírája is salátákba keverhető vagy szendvicsekhez adható. Összetört magja mustárízű fűszerként alkalmazható. Magjából fogyasztható olajat préselnek, melyből szappant is készítenek, illetve lámpában égetik.

## Gyógyhatásai
Bélfertőtlenítő, hashajtó hatású, serkenti a hasnyálmirigy működését.

## Képgaléria

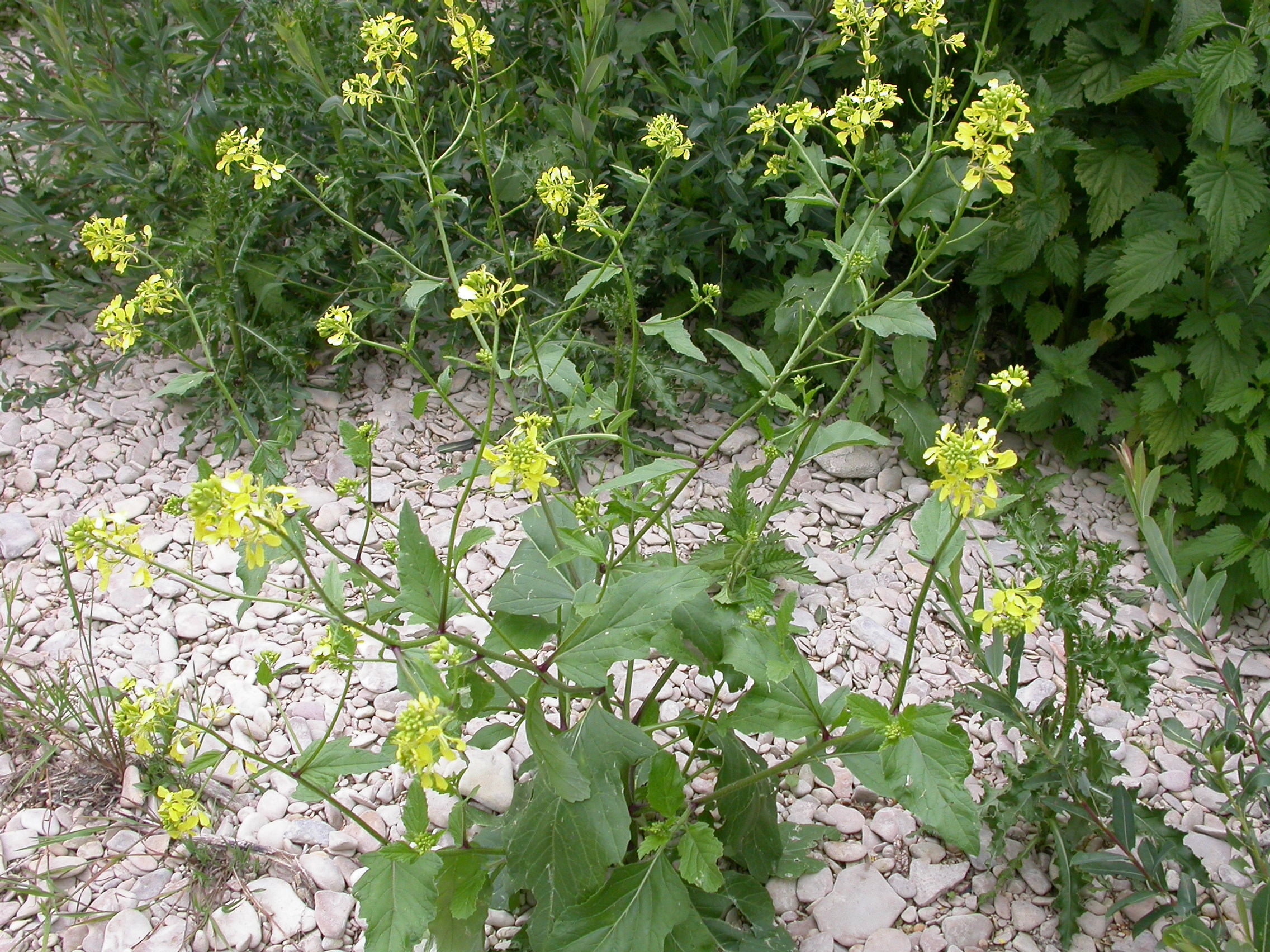
Virágzó növény
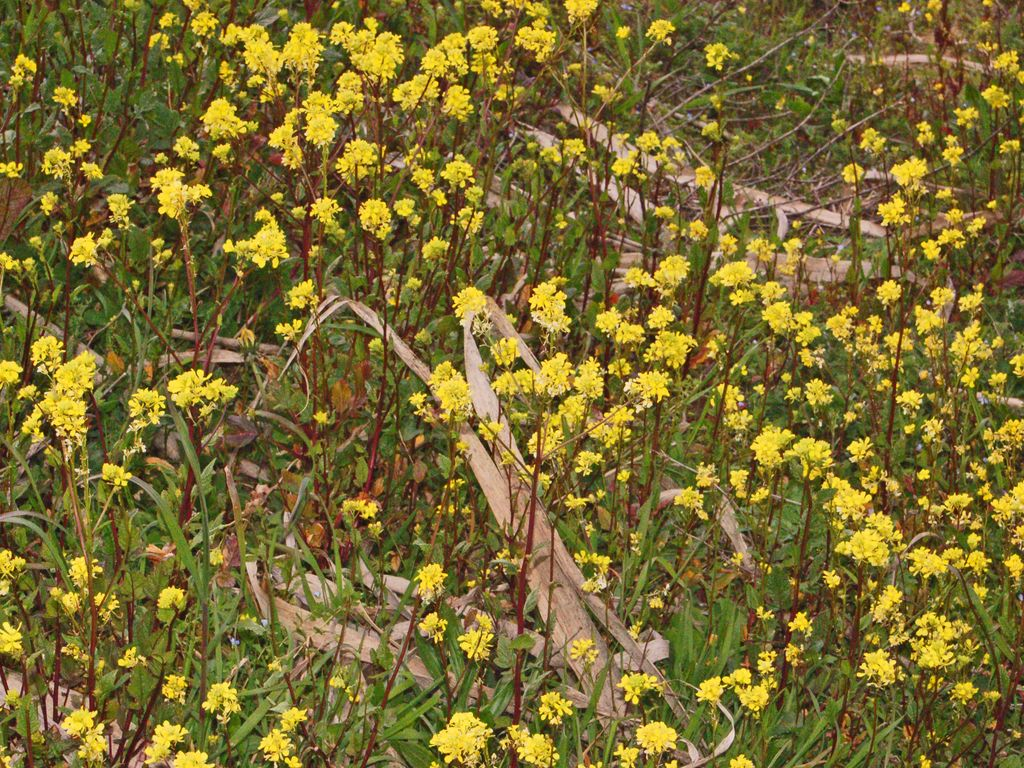
Tömegesen is előfordul
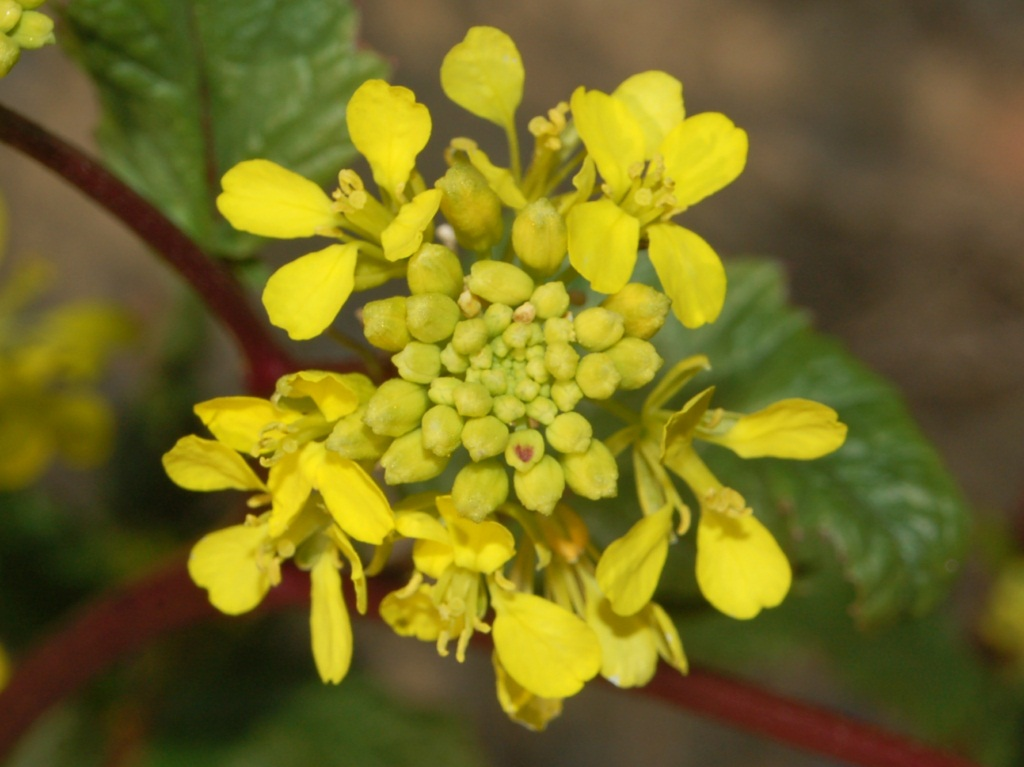
Virágzata
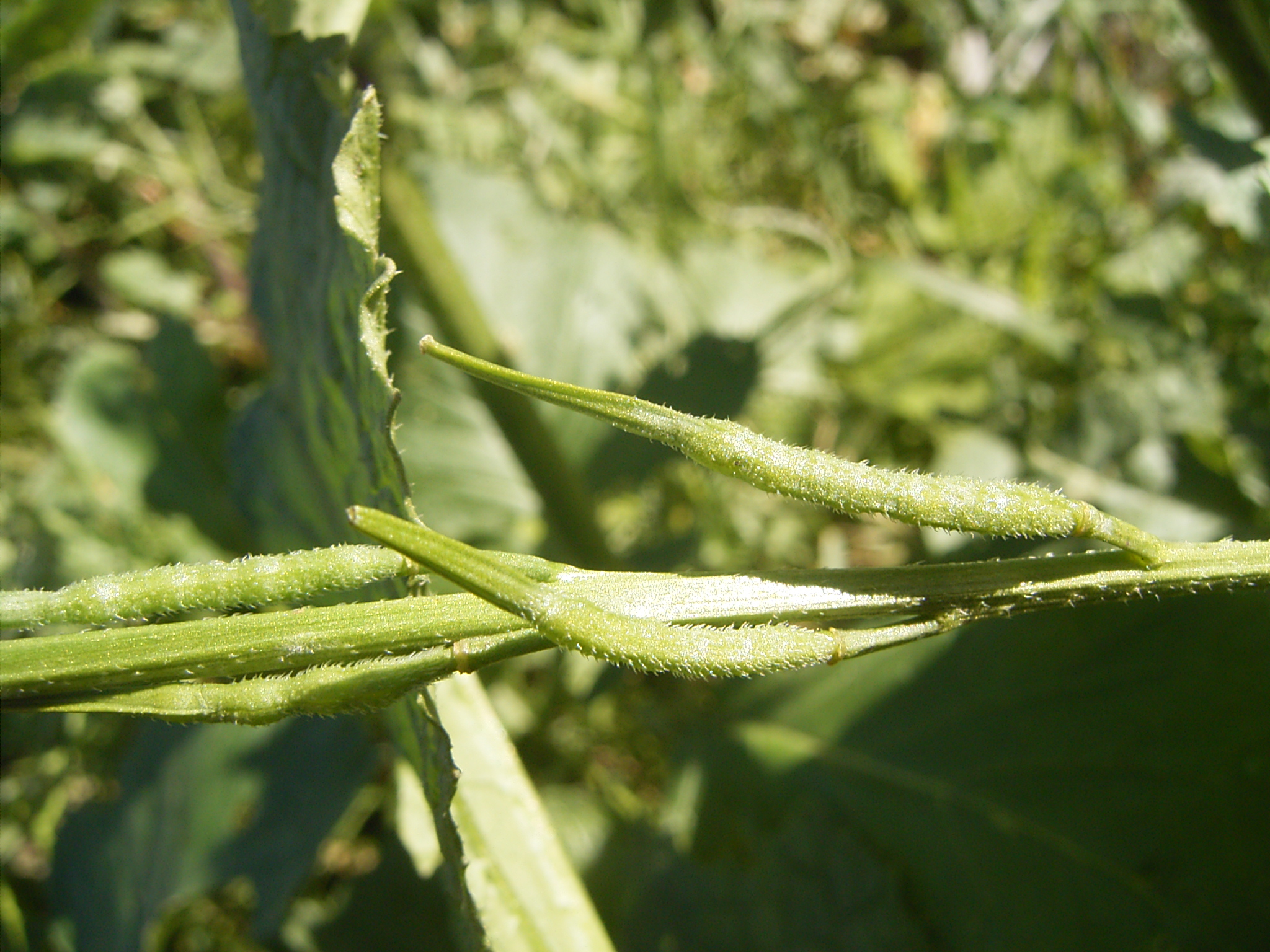
Éretlen termése
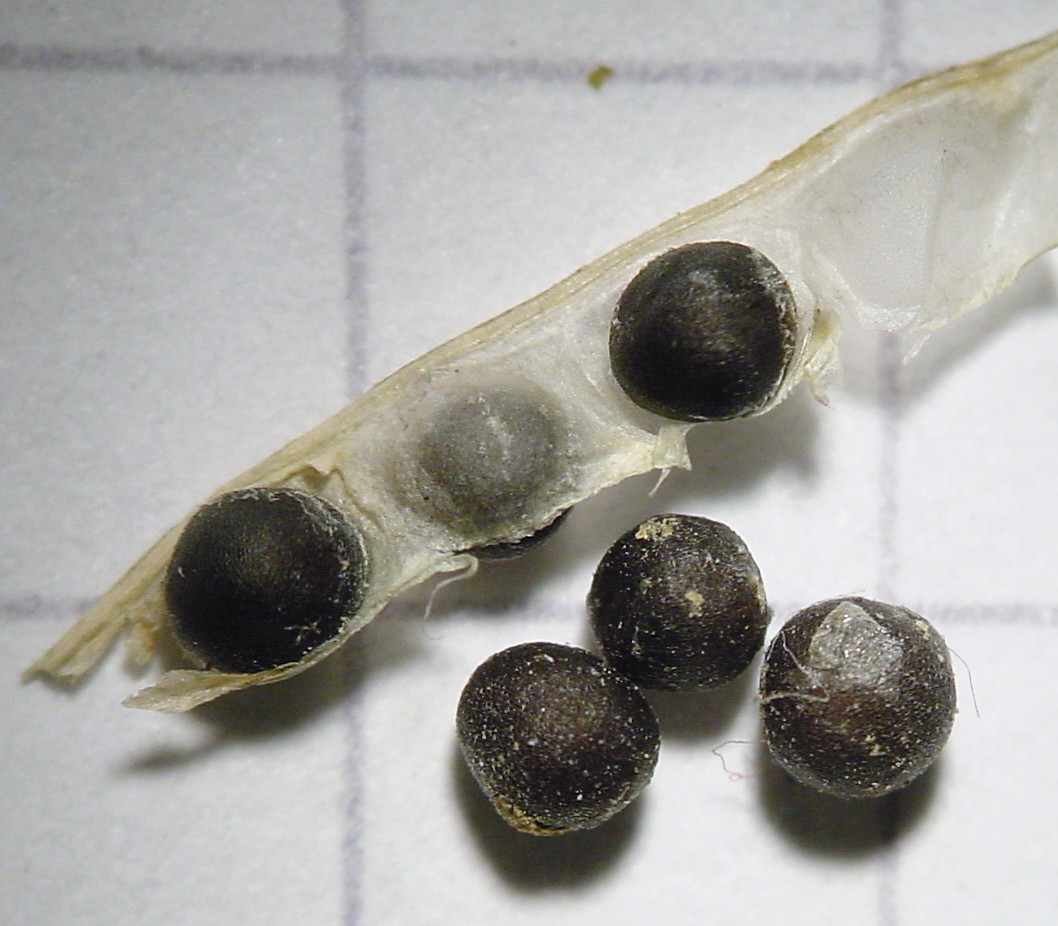
Magjai
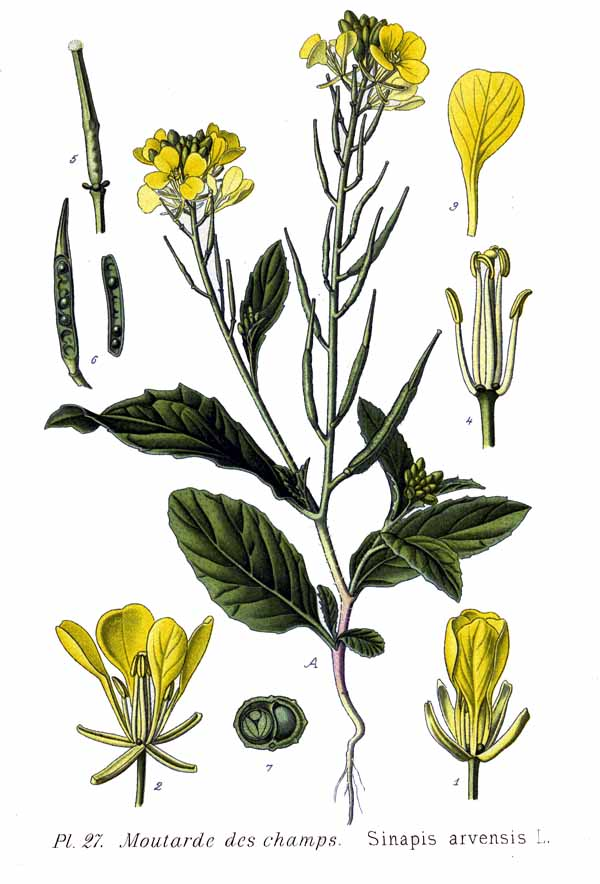
Vadrepce (Atlas des plantes de France 1891)